# Zabré
Zabré è un dipartimento del Burkina Faso classificato come comune, situato della Provincia  di Boulgou, facente parte della Regione del Centro-Est.
Il dipartimento si compone del capoluogo e di altri 42 villaggi: Bangou, Barganse Peulh, Barganse, Bassintare, Beka Zourma, Beka, Benya Kipala, Benya-Peulh, Bissaya, Bougre De Youga, Bougreboko, Bourma, Doun, Gassougou, Gon, Gonse, Gourgou-Samandi, Guirmogo, Mangagou, Moende, Sambaregou, Sampema, Sangou, Sig-Noghin, Sihoun, Songo, Soussoula, Toubissa, Wanda, Wangala, Wilgo, Yokouma, Yoroko, Yoroko-Peulh, Youga, Youga-Peulh, Youkouka, Youngou, Youngou-Peulh, Zakare, Zihoun e Zourma.